# Eden Ducourant
Eden Ducourant est une actrice française. Elle est surtout connue pour avoir joué dans Bis de Dominique Farrugia, et dans la série Pour Sarah.

## Filmographie
Sauf indication contraire, les informations mentionnées dans cette section peuvent être confirmées par la base de données cinématographiques IMDb,  présente dans la section « Liens externes ».

### Télévision
- 2008 : Alice Nevers : Le juge est une femme, épisode Princesse réalisé par Olivier Barma : Romane
- 2009- 2011 : Braquo, série créée par Olivier Marchal, saisons 1 et 2 : Léa Morlighem
- 2013 : Les Limiers, épisode Passé trouble réalisé par Alain DesRochers : Marie
- 2019 : Les Ombres rouges, mini-série créée par Sébastien Le Délézir : Thelma Garnier
- 2019 : Pour Sarah, série créée par Michelle Allen : Sarah Delmas
- 2021 : Une mère parfaite, mini-série de Fred Garson : Anya Berg
- 2021 : Totems (série télévisée) de Juliette Soubrier et d'Olivier Dujols : Martine
- 2022 : Les Combattantes d'Alexandre Laurent : Juliette

### Cinéma
- 2013 : Aurélia, court métrage de Jade Courtney Edwards
- 2015 : Bis de Dominique Farrugia : Caroline ado
- 2015 : Si c'était le dernier, court métrage de Jean-Baptiste Pacioselli et Kyrian Rouvet : Sophie
- 2016 : Camping 3 de Fabien Onteniente : Aurélie Gatineau
- 2016 : Les Mémoires du temps, court métrage de Jean-Baptiste Pacioselli et Kyrian Rouvet
- 2018 : Les Chatouilles d'Andréa Bescond et Éric Métayer : Danseuse loge
- 2018 : Meute, court métrage de Ambre Rambaud : Jade
- 2018 : The Study on Falling, court métrage de Marta Bevacqua
- 2018 : Bite con merde, court métrage de Côme Levin
- 2020 : Hommes au bord de la crise de nerfs d'Audrey Dana : Flo
- 2021 : Bal de Paris Court métrage de Julien Aveque : Cléa

### Clip
- 2019 : Balance ton quoi d'Angèle, réalisé par Charlotte Abramow
- 2021 : #RegardeMoiBien : co-réalisatrice avec son frère Gabin Ducourant, pour La Fondation des Femmes [1]